# Aleksandar Milenković
Aleksandar Milenković (Александар Миленковић, * 22. prosince 1967 Bělehrad) je bývalý srbský sportovec, který se zúčastnil olympijských her ve třech různých sportech (cyklistika, běh na lyžích a biatlon). Svoji zemi také reprezentoval pod třemi různými názvy: na ZOH 1992 Jugoslávie, na LOH 1992 nezávislí olympijští účastníci a na ZOH 2006 Srbsko a Černá Hora.

## Cyklistika
Reprezentoval Jugoslávii na Závodě míru, vyhrál závody Okolo Bulharska 1991, Putevima Avnoj-a 1991 a Bělehrad–Čačak 1998. Na olympijských hrách 1992 obsadil 42. místo v silničním závodě jednotlivců a 18. místo v časovce družstev.

## Lyžování
V běhu na lyžích na Zimních olympijských hrách 1992 obsadil 87. místo na 10 km klasickým stylem, 80. místo na 30 km klasicky, 65. místo na 50 km volným stylem a 75. místo ve stíhacím závodě. Na olympiádě 2006 nastoupil do závodu na 50 km volně s hromadným startem, který nedokončil. Startoval také na mistrovství světa v klasickém lyžování 2005, kde obsadil 94. místo v závodě na 15 km. V roce 2008 se stal balkánským mistrem v běhu na pět a deset kilometrů.

## Biatlon
Od roku 2002 se zaměřil na biatlon, účastnil se Evropského poháru, Světového poháru i mistrovství světa v biatlonu, ale bez výraznějších úspěchů. Na olympiádě 2006 obsadil v závodech na 10 km i na 20 km shodně 85. místo. Startoval také na mistrovství světa v letním biatlonu.

## Další osudy
Po ukončení sportovní kariéry působí jako trenér a ředitel cyklistického závodu Okolo Srbska. Je ženatý a má dvě děti.